# Giải bóng đá chuyên nghiệp Vịnh Ba Tư
Giải bóng đá chuyên nghiệp Vịnh Ba Tư Iran (tiếng Anh: Persian Gulf Pro League), (tiếng Ba Tư: لیگ برتر خلیج فارس), trước đây có tên gọi Iran Pro League (tiếng Ba Tư: لیگ برتر فوتبال ایران), là hạng đấu cao nhất của bóng đá Iran. Giải đấu còn có tên là Persian Gulf Cup (tiếng Ba Tư: جام خلیج فارس) từ năm 2006. Đây là hạng đấu cao nhất của Iran kể từ khi thành lập năm 2001. Mỗi năm, đội đầu bảng Persian Gulf Pro League là đội vô địch, các đội cuối bảng xuống chơi tại Azadegan League.
Từ năm 2013, giải có 16 đội tham dự. Đội vô địch và á quân của Persian Gulf Pro League và Cúp Hazfi tự động lọt vào vòng bảng AFC Champions League Elite. Một phần ba của Persian Gulf Pro League lọt vào vòng play-off của AFC Champions League Elite. Hai đội cuối bảng sẽ xuống chơi tại Azadegan League. Trong quá khứ, thể thức và số đội bóng thay đổi liên tục. Sepahan là đội bóng thành công nhất với 5 danh hiệu, trong khi Persepolis là đội bóng vô địch kỉ lục nhiều nhất với 11 danh hiệu.

## Lịch sử
Danh hiệu League Trophy, được làm ra để sử dụng như danh hiệu của năm 2017 trở đi.
| Mùa giải | Đội vô địch         | Á quân          |
| -------- | ------------------- | --------------- |
| 2001–02  | Persepolis          | Esteghlal       |
| 2002–03  | Sepahan             | PAS Tehran      |
| 2003–04  | PAS Tehran          | Esteghlal       |
| 2004–05  | Foolad              | Zob Ahan        |
| 2005–06  | Esteghlal           | PAS Tehran      |
| 2006–07  | Saipa               | Esteghlal Ahvaz |
| 2007–08  | Persepolis          | Sepahan         |
| 2008–09  | Esteghlal           | Zob Ahan        |
| 2009–10  | Sepahan             | Zob Ahan        |
| 2010–11  | Sepahan             | Esteghlal       |
| 2011–12  | Sepahan             | Tractor Sazi    |
| 2012–13  | Esteghlal           | Tractor Sazi    |
| 2013–14  | Foolad              | Persepolis      |
| 2014–15  | Sepahan             | Tractor Sazi    |
| 2015–16  | Esteghlal Khuzestan | Persepolis      |
| 2016–17  | Persepolis          | Esteghlal       |
| 2017–18  | Persepolis          | Zob Ahan        |

## Thể thức
| Số đội bóng | Giai đoạn                           |
| ----------- | ----------------------------------- |
| 14          | 2001–02 cho đến 2003–04             |
| 16          | 2004–05 cho đến 2006–07, từ 2013–14 |
| 18          | 2007–08 cho đến 2012–13             |

## Thứ hạng
| Thứ hạng | Thứ hạng | Thứ hạng | Thành viên hiệp hội | Tổng điểm | Điểm FIFA | Điểm FIFA | Điểm Câu lạc bộ | Điểm Câu lạc bộ | 2018  | 2017   | 2016   | 2015   |
| 2018     | 2017     | Mvmt     | Thành viên hiệp hội | Tổng điểm | Điểm      | (10%)     | Điểm            | (90%)           | 2018  | 2017   | 2016   | 2015   |
| -------- | -------- | -------- | ------------------- | --------- | --------- | --------- | --------------- | --------------- | ----- | ------ | ------ | ------ |
| 1        | 3        | +2       | Trung Quốc          | 96.241    | 498       | 6.241     | 55.067          | 90.000          | 0.000 | 24.567 | 14.750 | 15.750 |
| 2        | 1        | -1       | UAE                 | 94.793    | 476       | 5.965     | 54.350          | 88.828          | 0.000 | 11.350 | 18.000 | 25.000 |
| 3        | 6        | +3       | Qatar               | 93.033    | 329       | 4.123     | 54.400          | 88.910          | 0.000 | 13.400 | 22.000 | 19.000 |
| 4        | 5        | +1       | Nhật Bản            | 85.315    | 600       | 7.519     | 47.600          | 77.796          | 0.000 | 21.850 | 10.500 | 15.250 |
| 5        | 2        | -3       | Hàn Quốc            | 84.694    | 570       | 7.143     | 47.450          | 77.551          | 0.000 | 9.950  | 20.750 | 16.750 |
| 6        | 4        | -2       | Ả Rập Xê Út         | 77.655    | 543       | 6.805     | 43.350          | 70.850          | 0.000 | 18.600 | 9.500  | 15.250 |
| 7        | 7        | —        | Iran                | 76.110    | 798       | 10.000    | 40.450          | 66.110          | 0.000 | 16.200 | 13.000 | 11.250 |
| 8        | 8        | —        | Úc                  | 54.143    | 747       | 9.361     | 27.400          | 44.782          | 0.000 | 5.900  | 14.000 | 7.500  |
| 9        | 10       | +1       | Thái Lan            | 45.532    | 236       | 2.957     | 26.050          | 42.575          | 0.000 | 15.050 | 1.000  | 10.000 |
| 10       | 11       | +1       | Iraq                | 41.336    | 438       | 5.489     | 21.933          | 35.847          | 0.000 | 8.933  | 9.833  | 3.167  |

Ghi chú: Tính tới ngày 21 tháng 12 năm 2017

## Câu lạc bộ hiện tại
| Đội bóng             | Vị trí          | Sân vận động     | Sức chứa |
| -------------------- | --------------- | ---------------- | -------- |
| Esteghlal            | Tehran          | Azadi            | 78,116   |
| Esteghlal Khuzestan  | Ahvaz           | Ghadir           | 38,900   |
| Foolad               | Ahvaz           | Foolad Arena     | 30,655   |
| Machine Sazi         | Tabriz          | Sahand           | 66,833   |
| Naft Masjed Soleyman | Masjed Soleyman | Behnam Mohammadi | 8.000    |
| Nassaji Mazandaran   | Qaem Shahr      | Vatani           | 15.000   |
| Padideh              | Mashhad         | Imam Reza        | 27,700   |
| Pars Jonoubi Jam     | Jam             | Takhti Jam       | 15.000   |
| Paykan               | Shahr-e Qods    | Shahre Qods      | 25.000   |
| Persepolis           | Tehran          | Azadi            | 78,116   |
| Saipa                | Tehran          | Dastgerdi        | 8,250    |
| Sanat Naft           | Abadan          | Takhti Abadan    | 8.000    |
| Sepahan              | Isfahan         | Naghsh-e-Jahan   | 75.000   |
| Sepidrood            | Rasht           | Sardar Jangal    | 15.000   |
| Tractor Sazi         | Tabriz          | Sahand           | 66,833   |
| Zob Ahan             | Fuladshahr      | Foolad Shahr     | 15.000   |

## Đội vô địch
Bảng sau đây liệt kê thành tích của những câu lạc bộ có thứ hạng cao tại Persian Gulf Pro League.
| Đội bóng            | Vô địch                                         | Á quân                                 | Hạng ba                                         |
| ------------------- | ----------------------------------------------- | -------------------------------------- | ----------------------------------------------- |
| Sepahan             | 5 (2002–03, 2009–10, 2010–11, 2011–12, 2014–15) | 1 (2007–08)                            | 1 (2012–13)                                     |
| Persepolis          | 4 (2001–02, 2007–08, 2016–17, 2017–18)          | 2 (2013–14, 2015–16)                   | 2 (2002–03, 2006–07)                            |
| Esteghlal           | 3 (2005–06, 2008–09, 2012–13)                   | 4 (2001–02, 2003–04, 2010–11, 2016–17) | 5 (2004–05, 2009–10, 2011–12, 2015–16, 2017–18) |
| Foolad              | 2 (2004–05, 2013–14)                            | —                                      | 2 (2001–02, 2003–04)                            |
| PAS Tehran          | 1 (2003–04)                                     | 2 (2002–03, 2005–06)                   | —                                               |
| Saipa               | 1 (2006–07)                                     | —                                      | 1 (2005–06)                                     |
| Esteghlal Khuzestan | 1 (2015–16)                                     | —                                      | —                                               |
| Zob Ahan            | —                                               | 4 (2004–05, 2008–09, 2009–10, 2017–18) | 1 (2010–11)                                     |
| Tractor Sazi        | —                                               | 3 (2011–12, 2012–13, 2014–15)          | 1 (2016–17)                                     |
| Esteghlal Ahvaz     | —                                               | 1 (2006–07)                            | —                                               |
| Naft Tehran         | —                                               | —                                      | 2 (2013–14, 2014–15)                            |
| Saba Qom            | —                                               | —                                      | 1 (2007–08)                                     |
| Mes Kerman          | —                                               | —                                      | 1 (2008–09)                                     |

## Bảng xếp hạng mọi thời đại
| Vị thứ | Câu lạc bộ           | Mùa giải | Số trận | Thắng | Hòa | Thua | BT  | BB  | HS   | Đ   | Vô địch | Á quân | Hạng ba | Xuống hạng | Thứ hạng tốt nhất |
| ------ | -------------------- | -------- | ------- | ----- | --- | ---- | --- | --- | ---- | --- | ------- | ------ | ------- | ---------- | ----------------- |
| 1      | Esteghlal1           | 17       | 522     | 255   | 165 | 102  | 773 | 492 | +281 | 929 | 3       | 4      | 5       | —          | 1st               |
| 2      | Persepolis3 4 5      | 17       | 522     | 238   | 166 | 118  | 741 | 520 | +221 | 867 | 4       | 2      | 2       | —          | 1st               |
| 3      | Sepahan2             | 17       | 522     | 230   | 166 | 126  | 741 | 515 | +226 | 853 | 5       | 1      | 1       | —          | 1st               |
| 4      | Zob Ahan6            | 17       | 522     | 210   | 175 | 137  | 654 | 525 | +129 | 804 | —       | 4      | 1       | —          | 2nd               |
| 5      | Foolad               | 16       | 488     | 186   | 166 | 136  | 577 | 502 | +75  | 724 | 2       | —      | 2       | 1          | 1st               |
| 6      | Saipa                | 17       | 522     | 167   | 181 | 174  | 589 | 599 | −10  | 682 | 1       | —      | 1       | —          | 1st               |
| 7      | Saba Qom             | 13       | 414     | 128   | 159 | 127  | 468 | 460 | +8   | 543 | —       | —      | 1       | 1          | 3rd               |
| 8      | Malavan7             | 14       | 436     | 121   | 145 | 170  | 403 | 502 | −99  | 507 | —       | —      | —       | 2          | 7th               |
| 9      | Tractor Sazi8        | 10       | 312     | 129   | 108 | 75   | 415 | 322 | +96  | 494 | —       | 3      | 1       | —          | 2nd               |
| 10     | Paykan               | 13       | 398     | 122   | 113 | 163  | 413 | 495 | −81  | 489 | —       | —      | —       | 4          | 5th               |
| 11     | Fajr Sepasi          | 12       | 368     | 101   | 135 | 132  | 347 | 406 | −59  | 438 | —       | —      | —       | 2          | 4th               |
| 12     | Rah Ahan             | 11       | 354     | 91    | 114 | 149  | 353 | 447 | −94  | 387 | —       | —      | —       | 1          | 8th               |
| 13     | Naft Tehran          | 8        | 252     | 91    | 88  | 73   | 284 | 258 | +27  | 361 | —       | —      | 2       | —          | 3rd               |
| 14     | Mes Kerman           | 8        | 264     | 85    | 99  | 80   | 310 | 292 | +18  | 354 | —       | —      | 1       | 1          | 3rd               |
| 15     | Aboumoslem           | 9        | 270     | 83    | 90  | 97   | 295 | 304 | −9   | 339 | —       | —      | —       | 1          | 4th               |
| 16     | Esteghlal Ahvaz      | 9        | 274     | 80    | 78  | 116  | 327 | 402 | −75  | 318 | —       | 1      | —       | 2          | 2nd               |
| 17     | PAS Tehran9          | 6        | 168     | 72    | 59  | 37   | 263 | 181 | +82  | 274 | 1       | 2      | —       | —          | 1st               |
| 18     | Bargh Shiraz         | 8        | 236     | 60    | 78  | 98   | 250 | 335 | −85  | 258 | —       | —      | —       | 1          | 7th               |
| 19     | Sanat Naft           | 7        | 222     | 61    | 61  | 100  | 238 | 317 | −85  | 244 | —       | —      | —       | 3          | 9th               |
| 20     | Esteghlal Khuzestan  | 5        | 150     | 42    | 59  | 49   | 155 | 172 | −18  | 185 | 1       | —      | —       | —          | 1st               |
| 21     | Gostaresh Foulad     | 5        | 150     | 39    | 60  | 51   | 147 | 161 | −14  | 177 | —       | —      | —       | —          | 8th               |
| 22     | PAS Hamedan          | 4        | 136     | 38    | 48  | 50   | 143 | 165 | −22  | 162 | —       | —      | —       | 1          | 5th               |
| 23     | Damash10             | 4        | 132     | 33    | 46  | 53   | 140 | 177 | −33  | 145 | —       | —      | —       | 2          | 7th               |
| 24     | Padideh              | 4        | 120     | 34    | 43  | 43   | 114 | 129 | −15  | 139 | —       | —      | —       | —          | 10th              |
| 25     | Shahin Bushehr       | 3        | 102     | 23    | 38  | 41   | 96  | 118 | −22  | 107 | —       | —      | —       | 1          | 13th              |
| 26     | Pegah                | 3        | 90      | 20    | 28  | 42   | 70  | 122 | −52  | 88  | —       | —      | —       | 1          | 9th               |
| 27     | Steel Azin11         | 2        | 68      | 19    | 23  | 26   | 85  | 112 | −27  | 80  | —       | —      | —       | 1          | 5th               |
| 28     | Shamoushak Noshahr   | 3        | 86      | 16    | 26  | 44   | 64  | 118 | −54  | 74  | —       | —      | —       | 1          | 14th              |
| 29     | Siah Jamegan         | 3        | 90      | 15    | 27  | 48   | 64  | 117 | −53  | 72  | —       | —      | —       | —          | 13th              |
| 30     | Shahrdari Tabriz     | 2        | 68      | 14    | 29  | 25   | 79  | 97  | −18  | 71  | —       | —      | —       | 1          | 12th              |
| 31     | Pars Jonoubi Jam     | 1        | 30      | 11    | 14  | 5    | 34  | 24  | +10  | 47  | —       | —      | —       | —          | 5th               |
| 32     | Aluminium Hormozgan  | 1        | 34      | 7     | 14  | 13   | 26  | 40  | −14  | 35  | —       | —      | —       | 1          | 15th              |
| 33     | Payam Mashhad        | 1        | 34      | 9     | 8   | 17   | 33  | 52  | −19  | 35  | —       | —      | —       | 1          | 16th              |
| 34     | Sepidrood            | 1        | 30      | 8     | 6   | 16   | 24  | 39  | -15  | 30  | —       | —      | —       | —          | 13th              |
| 35     | Mes Sarcheshmeh      | 1        | 34      | 5     | 9   | 20   | 23  | 54  | −31  | 24  | —       | —      | —       | 1          | 18th              |
| 36     | Naft Masjed Soleyman | 1        | 30      | 3     | 13  | 14   | 19  | 39  | −20  | 22  | —       | —      | —       | 1          | 16th              |
| 37     | Rahian Kermanshah12  | 1        | 34      | 3     | 12  | 19   | 25  | 59  | −34  | 21  | —       | —      | —       | 1          | 18th              |
| 38     | Tarbiat Yazd13       | 1        | 30      | 4     | 7   | 19   | 21  | 43  | −22  | 19  | —       | —      | —       | 1          | 16th              |
| 39     | Gahar Zagros14       | 1        | 34      | 3     | 10  | 21   | 24  | 59  | −35  | 19  | —       | —      | —       | 1          | 18th              |
| 40     | Esteghlal Rasht      | 1        | 26      | 3     | 7   | 16   | 18  | 44  | −26  | 16  | —       | —      | —       | 1          | 13th              |
| 41     | Machine Sazi         | 1        | 30      | 3     | 7   | 20   | 18  | 45  | −27  | 16  | —       | —      | —       | 1          | 16th              |
| 42     | Nassaji Mazandaran   | —        | —       | —     | —   | —    | —   | —   | —    | —   | —       | —      | —       | —          | —                 |

|  | Persian Gulf Pro League 2018–19 |
|  | Azadegan League 2018-19         |
|  | Dissolved                       |

Nguồn: iplstats.com

Ghi chú:
Only league matches; play-offs are not included in the all-time table.
 1 Esteghlal was deducted one point in the 2013–14 season.
 2 Sepahan was deducted three points in the 2007–08 season.
 3 Persepolis was deducted six points in the 2005–06 season.
 4 Persepolis was deducted six points in the 2007–08 season.
 5 Persepolis was deducted one point in the 2013–14 season.
 6 Zob Ahan was deducted one point in the 2005–06 season.
 7 Malavan was deducted one point in the 2013–14 season.
 8 Tractor Sazi was deducted one point in the 2013–14 season.
 9 PAS Tehran was deducted one point in the 2006–07 season.
 10 Damash was deducted one point in the 2013–14 season.
 11 Steel Azin was formerly known as Ekbatan.
 12 Rahian Kermanshah was formerly known as Shirin Faraz.
 13 Tarbiat Yazd was formerly known as Shahid Ghandi.
 14 Gahar Zagros was formerly known as Damash Lorestan.

## Khán giả

### Khán giả trung bình giải đấu
| Mùa giải | Trung bình | Câu lạc bộ nhiều khán giả nhất | Trung bình câu lạc bộ | Câu lạc bộ ít khán giả nhất | Trung bình câu lạc bộ |
| -------- | ---------- | ------------------------------ | --------------------- | --------------------------- | --------------------- |
| 2005–06  | 9,179      | Esteghlal                      | 33,467                | Shamoushak Noshahr          | 3,542                 |
| 2006–07  | 10,119     | Esteghlal                      | 35.000                | Rah Ahan                    | 4.073                 |
| 2007–08  | 11,235     | Persepolis                     | 60.000                | Rah Ahan                    | 2,647                 |
| 2008–09  | 8,954      | Persepolis                     | 40,688                | PAS Hamedan                 | 3,706                 |
| 2009–10  | 12,298     | Tractor Sazi                   | 57,647                | Paykan                      | 2,313                 |
| 2010–11  | 9,383      | Tractor Sazi                   | 42.000                | Paykan                      | 1,941                 |
| 2011–12  | 9,488      | Tractor Sazi                   | 39,533                | Mes Sarcheshmeh             | 1,706                 |
| 2012–13  | 7,964      | Esteghlal                      | 34,250                | Rah Ahan                    | 1,942                 |
| 2013–14  | 7,631      | Persepolis                     | 29,467                | Rah Ahan                    | 1,664                 |
| 2014–15  | 6,921      | Tractor Sazi                   | 27,488                | Saba Qom                    | 1,365                 |
| 2015–16  | 8.048      | Persepolis                     | 47.036                | Naft Tehran                 | 1,594                 |
| 2016–17  | 8.086      | Persepolis                     | 48,567                | Gostaresh Foulad            | 1.018                 |
| 2017–18  | 9.060      | Persepolis                     | 39,786                | Gostaresh Foulad            | 817                   |

Ghi chú:
Các trận đấu bị cấm khán giả không được tính vào số khán giả trung bình.

### Các trận đấu có khán giả đông nhất theo mùa giải
| Mùa giải | Đội nhà      | Tỉ số | Đội khách    | Khán giả | Ngày                 | Vòng đấu | Sân vận động |
| -------- | ------------ | ----- | ------------ | -------- | -------------------- | -------- | ------------ |
| 2005–06  | Esteghlal    | 4–1   | Bargh Shiraz | 110.000  | 21 tháng 4 năm 2006  | 30       | Azadi        |
| 2006–07  | Persepolis   | 2–1   | Esteghlal    | 95.000   | 3 tháng 11 năm 2006  | 8        | Azadi        |
| 2007–08  | Persepolis   | 2–1   | Sepahan      | 110.000  | 17 tháng 5 năm 2008  | 34       | Azadi        |
| 2008–09  | Persepolis   | 2–0   | Damash       | 90.000   | 25 tháng 9 năm 2008  | 8        | Azadi        |
| 2008–09  | Persepolis   | 1–1   | Esteghlal    | 90.000   | 3 tháng 10 năm 2008  | 9        | Azadi        |
| 2008–09  | Esteghlal    | 1–1   | Persepolis   | 90.000   | 13 tháng 2 năm 2009  | 26       | Azadi        |
| 2009–10  | Tractor Sazi | 0–0   | Moghavemat   | 110.000  | 22 tháng 1 năm 2010  | 24       | Sahand       |
| 2010–11  | Esteghlal    | 1–0   | Persepolis   | 100.000  | 15 tháng 10 năm 2010 | 11       | Azadi        |
| 2011–12  | Persepolis   | 0–2   | Esteghlal    | 100.000  | 16 tháng 9 năm 2011  | 7        | Azadi        |
| 2012–13  | Esteghlal    | 0–0   | Persepolis   | 100.000  | 25 tháng 1 năm 2013  | 23       | Azadi        |
| 2012–13  | Esteghlal    | 1–2   | Damash       | 100.000  | 10 tháng 5 năm 2013  | 34       | Azadi        |
| 2013–14  | Esteghlal    | 0–0   | Persepolis   | 100.000  | 6 tháng 9 năm 2013   | 8        | Azadi        |
| 2014–15  | Tractor Sazi | 3–3   | Naft Tehran  | 80.000   | 15 tháng 5 năm 2015  | 30       | Sahand       |
| 2015–16  | Persepolis   | 4–2   | Esteghlal    | 100.000  | 15 tháng 4 năm 2016  | 26       | Azadi        |
| 2016–17  | Persepolis   | 4–0   | Padideh      | 80.000   | 19 tháng 4 năm 2017  | 28       | Azadi        |
| 2017–18  | Esteghlal    | 1–0   | Persepolis   | 100.000  | 1 tháng 3 năm 2018   | 25       | Azadi        |

## Vua phá lưới Giải đấu mọi thời đại
Cập nhật gần đây nhất: 24 tháng 4 năm 2018
| #                                                                    | Cầu thủ                  | Số bàn thắng | Năm       |
| -------------------------------------------------------------------- | ------------------------ | ------------ | --------- |
| 1                                                                    | Reza Enayati             | 149          | 2001–2017 |
| 2                                                                    | Mehdi Rajabzadeh         | 116          | 2001–2018 |
| 3                                                                    | Arash Borhani            | 114          | 2002–2017 |
| 4                                                                    | Fereydoon Fazli          | 85           | 2001–2010 |
| 5                                                                    | Edmond Bezik             | 84           | 1994–2006 |
| 6                                                                    | Édinho                   | 82           | 2008–nay  |
| 7                                                                    | Ali Asghar Modirroosta   | 80           | 1991–2003 |
| 8                                                                    | Karim Ansarifard         | 77           | 2007–2014 |
| 9                                                                    | Jalal Rafkhaei           | 75           | 2005–nay  |
| 10                                                                   | Mohammad Reza Khalatbari | 73           | 2004–nay  |
| 11                                                                   | Ali Daei                 | 72           | 1994–2007 |
| 12                                                                   | Mohammad Gholami         | 71           | 2001–nay  |
| 13                                                                   | Emad Mohammed            | 70           | 2005–2012 |
| 14                                                                   | Rasoul Khatibi           | 68           | 1997–2010 |
| 14                                                                   | Mehdi Seyedsalehi        | 68           | 1997–2010 |
| 15                                                                   | Reza Sahebi              | 67           | 1989–2003 |
| 15                                                                   | Reza Norouzi             | 67           | 2007–2018 |
| 16                                                                   | Milad Meydavoudi         | 66           | 2004–nay  |
| 17                                                                   | Siavash Akbarpour        | 65           | 2004–2015 |
| 18                                                                   | Mohammad Ghazi           | 64           | 2007-nay  |
| 19                                                                   | Gholam Hossein Mazloumi  | 63           | 1971–1979 |
| 20                                                                   | Mohsen Garousi           | 61           | 1989–2002 |
| 20                                                                   | Mohsen Bayatinia         | 61           | 2001–2014 |
| 22                                                                   | Ibrahima Touré           | 60           | 2007–2011 |
| 23                                                                   | Behnam Seraj             | 59           | 1996–2004 |
| 23                                                                   | Faraz Fatemi             | 59           | 1997–2011 |
| 24                                                                   | Aziz Espandar            | 58           | 1971–1979 |
| 24                                                                   | Mohammad Momeni          | 58           | 1989–2003 |
| 24                                                                   | Hossein Khatibi          | 58           | 1991–2000 |
| 24                                                                   | Iman Razaghirad          | 58           | 2001–2013 |
| 24                                                                   | Luciano Periera          | 58           | 2012- nay |
| Includes when Azadegan League và Takht Jamshid Cup were Top Division |                          |              |           |

Các cầu thủ in đậm là vẫn còn thi đấu.

## Số lần ra sân nhiều nhất mọi thời đại
Cập nhật gần đây nhất: 29 tháng 7 năm 2018
| #  | Cầu thủ              | Số trận | Năm           |
| -- | -------------------- | ------- | ------------- |
| 1  | Ebrahim Sadeghi      | 437     | 2000–2017     |
| 2  | Jalal Hosseini       | 400     | 2002 đến nay  |
| 3  | Mehdi Rahmati        | 397     | 2000 đến nay  |
| 4  | Amir Hossein Sadeghi | 385     | 2003 đến nay  |
| 5  | Mehdi Rajabzadeh     | 381     | 2001 đến nay  |
| 6  | Pejman Nouri         | 367     | 2001 đến nay  |
| 7  | Khosro Heydari       | 365     | 2002 đến nay  |
| 8  | Mohsen Bengar        | 364     | 2003 đến nay  |
| 9  | Mohammad Nosrati     | 346     | 2000 đến nay  |
| 10 | Arash Borhani        | 327     | 2002 đến 2016 |
| 11 | Majid Ayoubi         | 319     | 2001 đến nay  |
| 12 | Mohammad Nouri       | 318     | 2005 đến nay  |
| 13 | Hadi Aghily          | 311     | 2000 đến 2016 |
| 14 | Hossein Badamaki     | 303     | 2001 đến 2017 |
| 15 | Pirouz Ghorbani      | 302     | 2003 đến 2016 |
| 16 | Reza Enayati         | 289     | 2001 đến 2016 |
| 17 | Rahman Ahmadi        | 288     | 2003 đến nay  |

## Phát sóng và tài trợ

### Phát sóng

Biểu trưng của IRIB TV3, đối tác TV quan trọng nhất của giải đấu

Kênh truyền hình IRIB có quyền phát sóng hầu hết các trận đấu ở Persian Gulf Pro League, Azadegan League và Cúp Hazfi. Mỗi trận đấu của Esteghlal và Persepolis được phát sóng trên IRIB TV3, kênh nổi tiếng nhất của IRIB. Ngoài ra Esteghlal và Persepolis playing thi đấu không cùng lúc ngoại trừ Sorkhabi derby và hai vòng đấu cuối cùng của mùa giải. IRIB Varzesh chiếu các trận đấu quan trọng khác, trong khi các trận còn lại phát sóng ở các kênh khu vực của IRIB. Hơn nữa Navad, một chương trình bóng đá hàng tuần phát sóng trên IRIB TV3, chiếu diễn biến của các trận đấu tại Persian Gulf Pro League và Azadegan League.

### Tài trợ
Persian Gulf Pro League được tài trợ từ năm 2005. Có 4 nhà tài trợ từ khi giải đấu thành lập.
- 2001–2005: không có nhà tài trợ
- 2005–2007: Zamzam
- 2007–2009: Padideh
- 2009–2014: Irancell
- 2014–2016: Sun Star
- 2016–nay: Fanap

Theo một nghiêm cứu vào tháng 11 năm 2012, các câu lạc bộ ở Persian Gulf Cup 2010–11 kiếm được trung bình 15% thu nhập từ tài trợ.